# 알블라세르담

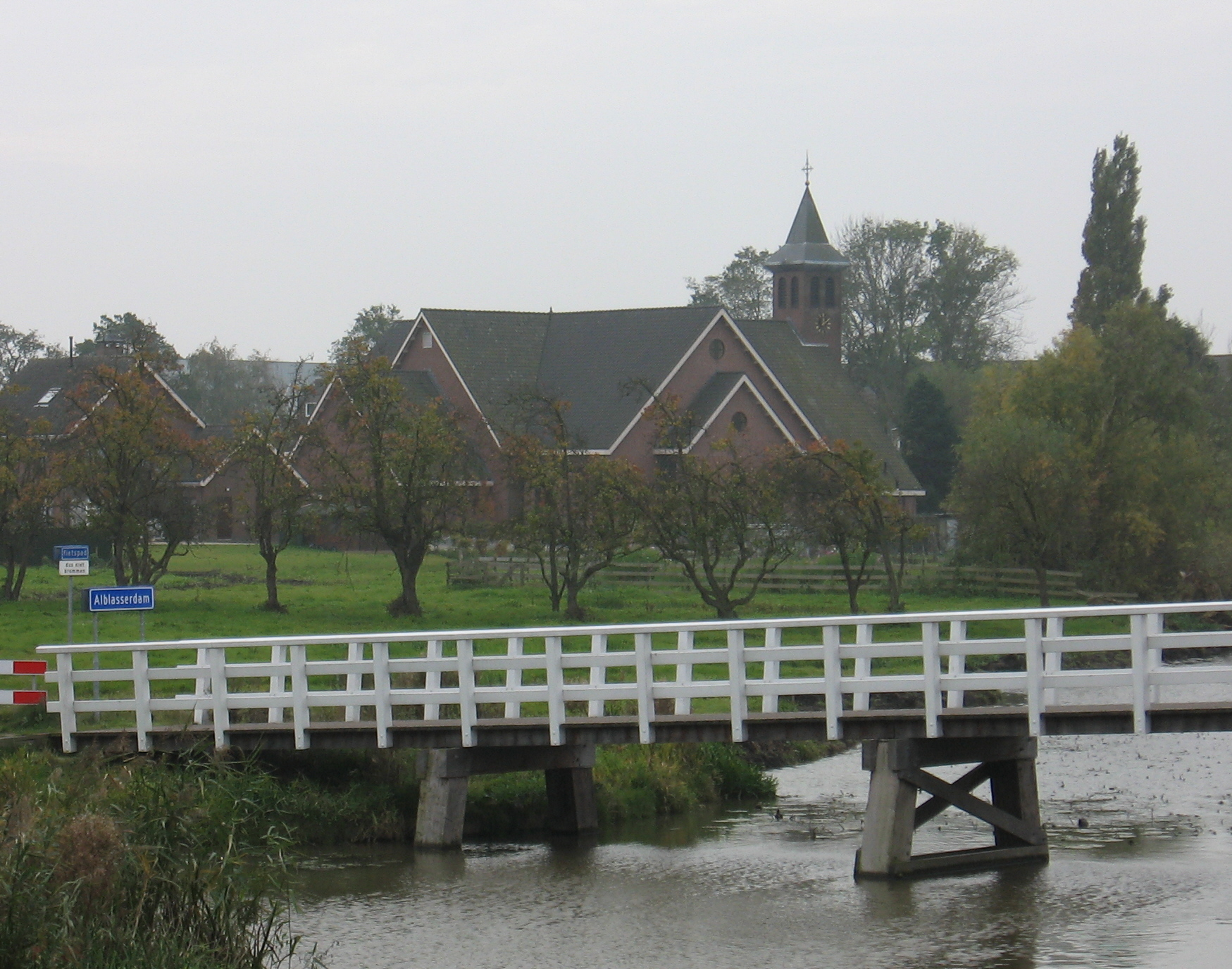
알블라세르담의 교회

알블라세르담의 위치

알블라세르담(네덜란드어: Alblasserdam)은 네덜란드 서부 자위트홀란트주의 도시로 면적은 10.06 km2, 높이는 4 m, 인구는 20,002명(2017년 8월 기준), 인구 밀도는 2,276명/km2이다.
1299년 멜리스 스토커(Melis Stoke)가 집필한 연대기에서 처음 등장했지만 1447년에 지방 자치체가 신설되기 이전까지는 아우트알블라스(Oud-Alblas)의 일부였다. 노르트강과 접하고 있기 때문에 서유럽에서 규모가 큰 수로 가운데 하나로 여겨졌지만 1350년부터 1821년까지는 32차례에 걸친 홍수 피해를 입기도 했다.

시기
시 문장